# Julius Rosenwald

Julius Rosenwald

Julius Rosenwald (* 12. August 1862 in Springfield; † 6. Januar 1932 in Chicago) war ein US-amerikanischer Unternehmer. Er machte die Firma Sears Roebuck & Company zu dem größten Versandhandelsgeschäft in Amerika als Vizepräsident (1896–1908) und Präsident (1908–1924). Von 1924 bis zu seinem Tod war er Vorsitzender des Aufsichtsrats.

## Familie und Herkunft
Julius Rosenwald war das zweite von sechs Kindern des Tuchmachers Samuel und Augusta Rosenwald geb. Hammerslough. Sein Vater war 1853 ausgewandert und seine Mutter ein Jahr früher. Der Vater stammte aus Bünde (Nordrhein-Westfalen) und die Mutter aus Bederkesa bei Bremerhaven. Sie heirateten im August 1857 in Baltimore. Im Frühjahr 1861 wurden sie in Springfield sesshaft, wo die Brüder seiner Frau das „Capitol Clothing House“ führten, das gut lief und Hilfe im Verkauf benötigte. Hier wurde Julius als zweiter Sohn geboren. Er hatte zwei Brüder und zwei Schwestern. Sie waren jüdischen Glaubens und die Familie besuchte gemeinsam den Gottesdienst am Freitagabend. Julius schrieb später, dass er mit 13 Jahren beschnitten und ein Jahr später konfirmiert wurde.
1868 verkauften die Brüder Julius und Edward Hammerslough das Geschäft an ihren Schwager Samuel, das er als „S. Rosenwald“ wieder eröffnete.

## Jugend und Lehrzeit
Mit 16 Jahren verließ Julius die High School und sein Vater schickte ihn im März 1879 nach New York zu seinem Onkel Edward Hammerslough. Dieser war inzwischen Besitzer der Firma Hammerslough Bros., die Herrenbekleidung für den Großhandel herstellte und bei dem er auch wohnte. Später zog er in eine Pension, wo er mit einigen Männern Freundschaft schloss, die später einflussreiche Stellungen in der Regierung und im Bankgeschäft bekleiden würden. Dazu gehörte z. B. Henry Goldman, Sohn des Gründers Marcus Goldman und der künftige Leiter von Goldman, Sachs and Company.

## Das erste Geschäft

### Start im Heimatort und Wiederverkauf
Rosenwald hatte einige Ersparnisse und mit etwas finanzieller Unterstützung durch seinen Vater eröffnete er mit 21 Jahren zusammen mit seinem Bruder Maurice ein Einzelhandelsgeschäft für Herrenbekleidung in der Fourth Avenue, das sie Rosenwald and Brother nannten. Es war zwar keine Goldmine, aber er kam mit den Einnahmen über die Runden. Eines Tages hörte er von einem Kollegen, dass dieser zu viele Aufträge für Sommerbekleidung habe, die er nicht erfüllen könne. Rosenwald entschied sich für dieses Wagnis und verkaufte sein Geschäft.

### Rosenwald & Weil
Um ihren Onkeln in New York keine Konkurrenz zu machen, entschieden sie sich für die aufstrebende Stadt Chicago. 1886 nahmen sie ihren Cousin Julius E. Weil (1864–1932) als Partner, dessen Vater ihnen einen Kredit von 2000 $ (2010 ca. 47.800 $) gegeben hatte, und eine vergleichbare Summe erhielten sie von ihrem Vater, der sein Geschäft in Springfield aufgegeben hatte. Die Eltern zogen ebenfalls mit ihren jüngeren Töchtern nach Chicago, wo sie ein Haus in der Wabash Avenue, Chicagos Südseite, kauften und in das auch die Söhne Morris und Julius einzogen. So begannen sie als erstes Geschäft, Herrenbekleidung in verschiedenen Größen „von der Stange“ unter dem Firmennamen Rosenwald & Weil herzustellen.
Julius reiste viel, um Musterstücke in die Geschäfte zu bringen, bis nach New Mexico, Colorado und Texas. Auch war er oft in New York, wo er sich mit seinen Onkeln beriet, von ihnen Stoffe und andere Ware kaufte. Zufälligerweise war einer seiner Kunden der Unternehmer Richard Sears der Männerkleidung zum Verkauf in seinen Katalogen bestellte.

### Heirat und Kinder
Julius Rosenwald heiratete im April 1890 Augusta Nusbaum, genannt „Gussie“, da seine Mutter den gleichen Vornamen hatte. Weil er ständig auf Geschäftsreisen war, zog auch sie in das Haus seiner Eltern in der Wabash Avenue. Sie hatten fünf Kinder:
- Lessing Julius,
- Adele, die Ehefrau von David Mordechai Levy,
- Edith, die Frau von Edgar Bloom Stern,
- Marion, die Ehefrau von Alfred Kaufman Stern sowie in zweiter Ehe Max Ascoli,
- und William.[2]

Bald schon bezogen sie ein eigenes Heim in 4901 South Ellis Avenue in Chicago, dessen Bau Rosenwald beaufsichtigt hatte. Rosenwald besuchte des Öfteren Deutschland. Zwei seiner Töchter absolvierten ein Schuljahr in einer Schule in Dresden.
Eine Sommervilla Rosewood Park lag an den Ufern des Lake Michigan in Ravinia. Der Park gehörte einst zu dem Anwesen von Julius Rosenwald, der um 1910 den berühmten Landschaftsarchitekten Jens Jensen mit der Gestaltung des Gartens beauftragt hatte. Das Haus wurde 1932 von einem Feuer zerstört. Heute gehört die Parkanlage dem Park District of Highland Park (PDHP). Lessing Julius Rosenwald wurde nach dem Tod seines Vaters 1932 Vorstandsvorsitzender der Firma, ein Amt, das er bis 1939 ausübte und sich danach in sein Privatleben zurückzog.
Nach dem Tod seiner Frau 1929 heiratete Rosenwald am 8. Januar 1930 die ebenfalls verwitwete Schwiegermutter seines ältesten Sohnes: Adelaide (Rau) Goodkind, Tochter von Johannes Rau, und die Witwe des Benjamin Louis Goodkind, aus St. Paul, Minnesota.
Kurz vor seinem Tod, am Tage seines Ablebens, berichteten Tageszeitungen über eine schwere Erkrankung. Die Familie sei bei ihm.
Julius Rosenwald wurde auf dem Rose-Hill-Friedhof in Chicago im engsten Familienkreis beigesetzt.

### Aaron Nusbaum
Rosenwalds Schwager, Aaron Nusbaum, hatte während der World’s Columbian Exposition 1893 in Chicago von Marshall Field den Vertrag erhalten, Sodawasser zu verkaufen. Bei 27 Millionen Ausstellungsbesuchern hatte er ein kleines Vermögen gemacht. Er investierte einen Teil des Geldes in die Bastedo Tube Company (Rohrpost), die auch Richard Sears verkaufen wollte. Aber nach dem Ausscheiden von Alvah Roebuck war Sears auf der Suche nach einem neuen Geschäftspartner. Im August 1895 fragte Sears Nusbaum, ob er nicht mit einer Beteiligung von $75.000 (2010 ca. zwei Millionen Dollar) bei ihm zur Hälfte einsteigen wolle. Nusbaum war nicht wohl bei dem Gedanken, und er wandte sich an Julius Rosenwald, um die Beteiligung zu splitten. Rosenwald hielt den Versandhandel für eine gute Geschäftsidee und stieg mit ein.
Am 13. August 1895 unterzeichneten sie den Vertrag als Partner von Richard Sears. Im Jahr 1896 wurde Rosenwald Vize-Präsident von Sears, Roebuck und Co.
1901 zeichnete sich ab, dass Nusbaum durch seine arroganten Art („preußischer Junker-Typ“) mit dem Personal nicht zurechtkam und – trotz Verwandtschaft – entschied Rosenwald, nach Rücksprache mit Sears, sich von ihm zu trennen. Nusbaum verlangte eine Abfindung von einer Million Dollar. Der Vertrag war bereits aufgesetzt, als Nusbaum 1,25 Millionen verlangte. Das war ein harter Schlag für die Firma. Bis zur vollständigen Auszahlung der Abfindung 1903 durften die Gehälter $100.000 p. a. nicht überschreiten und die Gewinnbeteiligungen wurden einbehalten. Der Anwalt Albert Loeb trat an Nusbaums Stelle.

## Sears, Roebuck und Co.

Herbstkatalog von Sears, Roebuck & Co. aus dem Jahr 1900

Der Neubau 1906 mit Transportbändern und Rutschen

Von dem Moment, als Rosenwald Sears, Roebuck und Co. als Vize-Präsident und Schatzmeister beitrat, ergänzten sich dessen Fähigkeiten erstaunlich gut mit denen von Richard Sears. Er brachte eine rationelle Bewirtschaftungsphilosophie mit Richard Sears gut abgestimmten Vertriebsinstinkten zusammen. Er trat 1896 in die seit fünf Jahren bestehende Firma ein und fand ein Chaos vor. Das Büro war mit Haufen von Bekleidung zugemüllt, zwischen denen sich ungeöffnete Post befand. Kisten wurden als Schreibtische benutzt und mit der Ausführung der Aufträge hinkte man drei bis vier Monate hinterher. Rosenwald bestand darauf, dass das primäre Ziel des Unternehmens Verantwortung gegenüber den Kunden sein müsse. Er versprach den Kunden die „Zufriedenheitsgarantie oder Geld zurück“ und führte die Geschäfte nach dem Credo „Verkaufe ehrliche Ware für weniger Geld – desto mehr werden die Leute kaufen.“ Weil der Name „Sears“ inzwischen fest mit dem Katalog verbunden war und weil „Rosenwald“ jüdisch klang, legte Rosenwald zu keiner Zeit Wert darauf, dass sein Name irgendwo auftauchte.
Einige Jahre nach Rosenwalds Eintritt in das Unternehmen offerierte der Katalog von 1910 neben sieben Seiten Uhren und Schmuck, Federhalter, Musikinstrumente von der Orgel bis zu Blasinstrumenten, Bücher, Lebensmittel, Haarbürsten, Puppen, Korsetts, Schuhe, Landmaschinen, Nähmaschinen und 16 Seiten mit Gewehren und Munition. Man konnte ein Paar Boxhandschuhe bestellen oder einen Ehering mit Gravur. Zubehör für Tiere, Pflüge, Kinderwagen, Fahrräder und sogar Grabsteine – ab 1900 gab es fast nichts, was Sears nicht liefern konnte. Im überwiegend ländlichen Amerika lag der Sears Katalog in jeder Küche. Von 1895 bis 1907 war der Jahresumsatz von $750.000 auf $50 Millionen sprunghaft angestiegen.
Als dann 1913 der Paketdienst eingeführt wurde, war Sears der größte Einzelkunde. Für das Unternehmen bedeutete dies, dass die Waren nicht mehr verschifft werden mussten, sondern an einer Bahnstation abgeholt werden konnten.
1904 kaufte die Firma 40 acres (ca. 16 ha) Land in der Prärie auf der Westseite von Chicago mit Anbindung an die Eisenbahn für eine größere und modernere Fabrik. Rosenwald übernahm die Bauaufsicht, obwohl er bislang lediglich sein eigenes Haus gebaut hatte. In nur einem Jahr waren die neuen Büros und Lager fertig gestellt. Otto Doering entwarf für das Werk ein ausgeklügeltes System von Förderbändern und Rutschen über mehrere Etagen, das es ermöglichte, die verschiedenen Elemente aus getrennten Abteilungen in einem einzigen Auftrag zusammenzubringen und dem Versand zuzuleiten. Sears lud sogar die Kunden zur Werksbesichtigung dieser modernen Anlage ein. Rosenwald legte Wert darauf, dass sich im Umkreis von acht Blocks keine Kneipen befanden. Ein alkoholisierter Arbeiter wurde beim ersten Mal verwarnt und beim zweiten Mal entlassen.
1906 führte Rosenwald Verhandlungen mit Harry Goldman von Goldman Sachs über einen Kredit von fünf Millionen Dollar (2010 ca. 125). Dieser schlug ihm jedoch vor, stattdessen die Firma in eine Aktiengesellschaft umzuwandeln und an die Börse zu gehen. So gab Sears für eine Million Dollar Vorzugsaktien und für 30 Millionen Dollar Stammkapital heraus. Eine kleine Gruppe langjährig Beschäftigter von Sears, Roebuck, erhielten Geld, damit sie sich Aktien kaufen konnten. Das war der Vorläufer der von Rosenwald später eingeführten Gewinnbeteiligung.
Bereits 1902 führte Sears die „Mutual Benefit Association“ ein, die einen Ausgleich für Abwesenheiten wegen Krankheit an Mitarbeiter mit mindestens einjähriger Betriebszugehörigkeit zahlte. Außerdem erhielten die Mitarbeiter eine Woche bezahlten Urlaub nach fünf Jahren, später dann nach drei Jahren. Im Jahr 1912 führte das Unternehmen ein System der Betriebszugehörigkeit durch eine Bonuszahlung ein und förderte dadurch die Mitarbeiterbindung. Die Firma unterstützte auch den Dienst in der Nationalgarde, indem sie Mitarbeiter während des Wehrdienstes voll bezahlten. Diese Politik war 2003 immer noch in Kraft, als Sears ankündigte, dass die Mitarbeiter, die für den Dienst der National Guard im Irak einberufen waren, nach ihrem Einsatz an ihren Arbeitsplatz zurückkehren können.
1914 besaß Sears & Roebuck neben den Zelt-, Farben- und Tapetenfabriken in Chicago und in den Neu-Englandstaaten weitere Produktionsstätten. So z. B. sechs Schuhfabriken, mit einem Ausstoß von 24.000 Paar Schuhen/Tag, eine Ofenschmelze in Ohio, die 180.000 gusseiserne Öfen pro Jahr produzierte, eine Kutschenfabrik mit 70.000 Fahrzeugen, ein Hüttenwerk in Iowa und ein Sahne-Separierwerk in New York; Sägemühlen und Bauholzhöfe in Illinois und Luisiana, die Bradley Agricultural Implement Factory (Landmaschinen) in Illinois, eine Installationsfabrik in Wisconsin, ein Benzinmotorenfabrik in Michigan, eine Drahtzaunfabrik in Indiana, eine Fabrik für feuerfeste Safes in Ohio, eine Gewehrfabrik in Connecticut, eine Kamerafabrik in Minnesota und andere kleinere Firmen anderswo.
Es gab zwei weitere Filialen: an der Westküste in Seattle, Washington, um den Nordwesten und pazifischen Raum zu versorgen und eine weitere in Dallas, Texas, für die Belieferung der Südstaaten. Sears unterhielt auch Büros in New York und Boston und sogar in Berlin, Deutschland. Einzelheiten über die Verladung per Schiff und Eisenbahn können hier nachgelesen werden.
Im Dezember 1916 bezeichnete die New York Times Sears Mitarbeitererfolgsbeteiligung als „die liberalste und umfassendste seiner Art“. Wer dem Unternehmen für mindestens drei Jahre angehörte, war für das Programm qualifiziert (nach einem News-Bericht war die Mehrheit zur Teilnahme berechtigt), sich mit einem Beitrag von 5 % ihres Gehalts pro Jahr an der Firma zu beteiligen. Die Firma wiederum investiert 5 % ihres Gewinns in den Fonds. In dem Jahr, in dem der Plan vorgestellt wurde, beliefen sich diese Gewinne auf elf Millionen Dollar. Es war Alfred Loeb, der Vize-Präsident, der die Details des großzügigen Mitarbeiter-Tantiemesystems, das Sears im Jahre 1916 vorstellte, erarbeitet hatte.
Er diente während des Ersten Weltkrieges durch Ernennung von Präsident Wilson als Mitglied der Beratenden Kommission im Rat für Nationale Verteidigung. 1918 reiste er auf Bitte von Außenminister Baker zur Betreuung der amerikanischen Truppen nach Frankreich. 1919–1920 war er in Washington als Mitglied der von Präsident Hoover einberufenen Industrial Conference tätig.
Nach dem Ersten Weltkrieg befand sich Sears in einer schwierigen finanziellen Lage. Durch die Verpfändung von etwa 21 Millionen Dollar seines persönlichen Vermögens in Bargeld, Aktien und anderen Vermögenswerten gelang es Rosenthal, das Unternehmen vor dem Bankrott zu retten. Bis 1922 hatte Sears seine finanzielle Stabilität wiedererlangt.
Auch in den Tagen unmittelbar nach dem Börsencrash von 1929 verpfändete Rosenwald sein persönliches Vermögen als Sicherheit und verhinderte somit den Konkurs des Unternehmens.
Als Rosenwald 1924 als Präsident der Firma zurücktrat und die Unternehmungsleitung an seine Nachfolger Charles M. Kittle und Robert E. Wood übergeben hatte, überwachte er lediglich den Bau der ersten Filiale im Jahr 1925. Innerhalb von ein paar Jahren war das Unternehmen im Besitz mehrerer hundert Läden, die Umwandlung in eine moderne Sears-Kette hatte begonnen.

## Gesellschaftliches Engagement
In 1909 gründeten W. E. B. Dubois, Julius Rosenthal, Lillian Wald, Rabbi Emil G. Hirsch, Stephen Wise und Henry Malkewitz die National Association for the Advancement of Colored People (NAACP).
An seinem 50. Geburtstag am 12. August 1912, verzichtete Rosenwald auf sämtliche Geschenke. Stattdessen machte er Geschenke über insgesamt $700.000. Davon erhielt die Universität von Chicago $250.000, für ein jüdisches Wohlfahrtsgebäude auf der Westseite von Chicago gab er ebenfalls $250.000, $50.000 erhielt ein Sozialarbeiterverein außerhalb von Chicago und $25.000 für das Tuskegee Institute.
Eines der ersten wohltätigen Projekte war eine Spende von 25.000 Dollar für den Bau einer Jugendherberge (YMCA, Young Men’s Christian Association) in Chicago. Dazu lud er am 1. Januar 1911 zu einer öffentlichen Versammlung in der Odd Fellows Hall, wo der bekannte Chicagoer Banker Norman W. Harris und Cyrus H. McCormick, Präsident der International Harvester, jeweils 25.000 Dollar in den Bautopf gaben. Angeregt durch diese Beiträge steuerte James H. Tilghman, ein afroamerikanischer Rentner, der für die Chesapeake Telephone Company gearbeitet hatte, seine Ersparnisse von 1000 Dollar bei.
Später bot Rosenwald jeder Gemeinde in den USA einen Zuschuss von 25.000 Dollar, die ihrerseits bereit und in der Lage war, 75.000 Dollar für den Bau einer YMCA für Afroamerikaner aufzubringen. Mit dieser Kampagne gelang es Rosenwald, die Gemeinden dazu anzuspornen, das Geld für den Bau von insgesamt 24 YMCA Häusern einzuwerben. Obwohl Rosenwald weder Rasse noch Religion mit ihnen teilte, glaubte er fest an die Verbesserung der Lebensumstände durch Selbsthilfe. Er war der Überzeugung, dass der „Amerikanische Traum“ wahr werden könne, wie er es am eigenen Leib erfahren hatte. Reine Wohltätigkeit lehnte er ab, denn es bedurfte des Zupackens aller Beteiligter.
1911 traf Rosenwald Booker T. Washington, den bekanntesten Schwarzen zu der Zeit. Daraus entwickelte sich eine Zusammenarbeit für einen Plan, Schulhäuser für afroamerikanische Kinder in kleinen Orten des Südens zu errichten, wo erzieherische Möglichkeiten fehlten. Den Anfang bildete der Bau von sechs kleineren Schulen im ländlichen Alabama, die 1913 und 1914 eröffneten und von Tuskegee beaufsichtigt wurden.
Im Jahr 1917 schuf er die Julius-Rosenwald-Stiftung zur Unterstützung des Wohlergehens der Menschheit. Er unterstützte die Arbeit von Booker T. Washington am Tuskegee Institute und finanzierte die Schaffung von Tausenden von Schulen für ländliche Afroamerikaner in den Südstaaten. Von all seinen philanthropischen Bemühungen war Rosenwald berühmt für die mehr als 5000 Rosenwald Schulen, die im ganzen Süden für die armen ländlichen schwarzen Jugendlichen gebaut wurden, und die 4000 Bibliotheken, die in bestehenden Schulen aufgenommen wurden. Das Netz der neuen öffentlichen Schulen beschäftigte anschließend mehr als 14.000 Lehrer.
Mit sechs Millionen Dollar unterstützte er russische Juden im südlichen Russland und in Palästina.
Neben seiner Hilfe für die sozialen Randgruppen hatte Rosenwald einen starken Sinn für die Bedürfnisse der Wissenschaft und des Lernens. Die University of Chicago war der Empfänger des größten Teils seiner Zuwendungen zur höheren Bildung, aber er gab auch ansehnliche Geschenke an die Harvard University einschließlich Geld für die Forschung und Veröffentlichungen von Professor Felix Frankfurter.
Er gründete als einer der Ersten ein städtisches Wohnungsbauprojekte in South Side Chicago, die Michigan Boulevard Garden Apartments, fünfstöckige Aufgänge, die in erster Linie an Afroamerikaner vermietet wurden und als Modell für die spätere Entwicklung von Sozialwohnungen dienten.
Er hatte in München mit seinem Sohn William das Deutsche Museum besucht, das ihn stark beeindruckte. Nach diesem Vorbild gründete er das Museum of Science and Industry in Chicago. 1926 versprach er 3 Millionen Dollar mit seinem innovativen „Matching Funds“-System, wobei seine Spende davon abhängig war, dass das Museum die gleiche Summe aus anderen Quellen aufbrachte.
Rosenwald fasste seine Philosophie der Philanthropie ganz einfach zusammen: „Was ich tun möchte ist zu versuchen, die Dinge zu heilen, die falsch zu sein scheinen.“
Zum Dank für die finanzielle Unterstützung seiner beiden ersten Antarktisexpeditionen benannte der US-amerikanische Polarforscher Richard Evelyn Byrd den Mount Rosenwald im Transantarktischen Gebirge nach ihm.

## Dokumentarfilm
- Aviva Kempner: Rosenwald, USA 2015 (95 Min.), Trailer